# Slunečnice (Lepomis)
Slunečnice (Lepomis) jsou pestře zbarvené sladkovodní ryby z čeledi okounkovití. Jejich domovinou jsou jezera a řeky v Severní Americe, slunečnice pestrá byla zavlečena i do Evropy, kde je chovateli ryb považována za nežádoucí až škodlivý druh. Dá se ovšem chovat i ve větším akváriu. Dožívá se okolo 9 až 10 let.
Slunečnice jsou poměrně malé ryby (12–40 cm), jejich maso je velmi chutné.

## Druhy
- Lepomis auritus - slunečnice ušatá
- Lepomis gibbosus - slunečnice pestrá
- Lepomis humilis - slunečnice oranžovoskvrnná
- Lepomis macrochirus - slunečnice velkoploutvá
- Lepomis marginatus - slunečnice lemovaná
- Lepomis megalotis - slunečnice královská
- Lepomis microlophus - slunečnice příčnopruhá
- Lepomis miniatus - slunečnice červenoskvrnná
- Lepomis punctatus - slunečnice bělolemá
- Lepomis symmetricus - slunečnice bažinná
- Lepomis cyanellus - slunečnice zelená